# Putaki Bay
Putaki Bay ist der Name einer kleinen Bucht in der neuseeländischen Region Auckland. Die Bucht liegt auf der Insel Waiheke Island in der größeren Putiki Bay im Hauraki Gulf. Östlich davon befindet sich die Mündung des Okahuiti Creeks, an den sich die Anzac Bay anschließt. Nordöstlich der Putaki Bay ist die Siedlung Ostend gelegen. Putaki Bay ist ein Standort einer Muschelzucht.